# Silene chalcedonica
Silene chalcedonica, sin. Lychnis chalcedonica, es una especie perteneciente a la familia Caryophyllaceae, nativa del centro y este de Europa, este de Rusia hasta Kazajistán, Mongolia y noroeste de China.

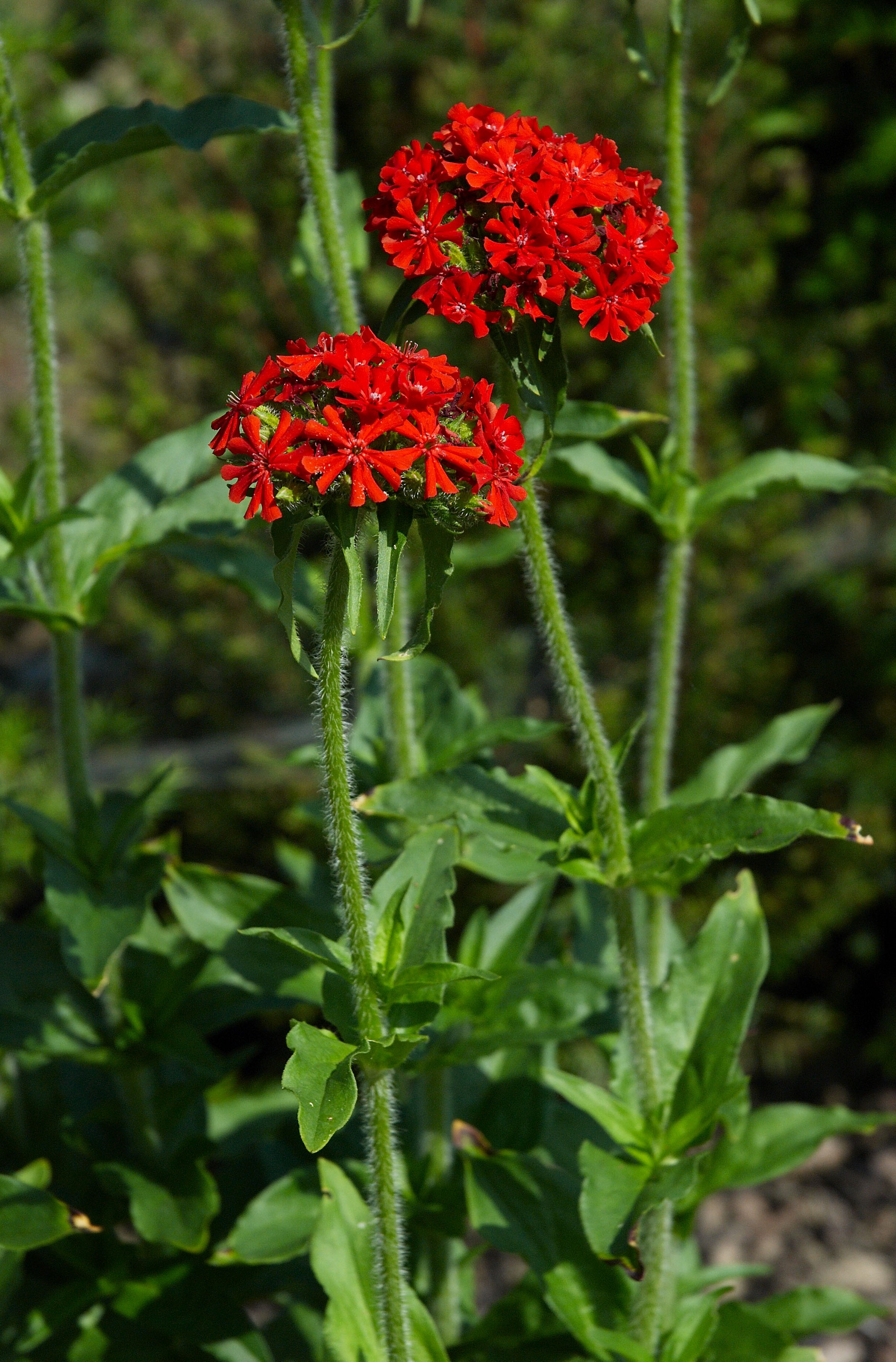
Detalle de las flores

## Descripción
Es una planta herbácea perenne que alcanza los 35-100 cm de altura con tallos sin ramas. Las hojas son opuestas, simples, lanceoladas de 2-12 cm de longitud y 1-5 cm de ancho. Las flores se producen en agrupaciones de 10-50 juntas; cada flor es de color rojo brillante de 1-3 cm de diámetro, con la corola cinco lobulada y con dos pequeños lóbulos que crean una imagen similar a la "cruz de Malta" el cual es uno de sus nombres. El fruto es una cápsula seca que contiene numerosas semillas.

## Taxonomía
Silene chalcedonica fue descrita por L. E.H.L.Krause y publicado en J. Sturms Flora von Deutschland in Abbildungen nach der Natur ed. 2 5: 96. 1901.
Etimología
El nombre del género está ciertamente vinculado al personaje de Sileno (en griego Σειληνός; en latín Sīlēnus), padre adoptivo y preceptor de Dionisos, siempre representado con vientre hinchado similar a los cálices de numerosas especies, por ejemplo Silene vulgaris o Silene conica. Aunque también se ha evocado (Teofrasto via Lobelius y luego  Linneo)  un posible origen a partir del Griego σίαλoν, ου, "saliva, moco, baba", aludiendo a la viscosidad de ciertas especies, o bien σίαλος, oν, "gordo", que sería lo mismo que la primera interpretación, o sea, inflado/hinchado.
chalcedonica; epíteto específico 
Sinonimia
- Agrostemma chalcedonica (L.) Doell.
- Lychnis chalcedonica L. basónimo[2]

## Nombres comunes
- cruces de Jerusalén, cruces de Malta, escarapela en Chile, ramilletes de Constantinopla.[3]